# Love, Marriage & Divorce
Love, Marriage & Divorce é um álbum colaborativo dos cantores estadunidenses Toni Braxton e Babyface, lançado em 4 de fevereiro de 2014. Produzido pela Motown Records, o álbum vendeu mais de 211 mil cópias até junho de 2014 nos Estados Unidos.

## Antecedentes
Love, Marriage & Divorce consiste em onze faixas, incluindo os singles "Hurt You" e "Where Did We Go Wrong". O álbum foi originalmente agendado para lançamento em 25 de novembro de 2013, sendo que o lançamento foi adiado em uma semana para coincidir com o Dia dos Namorados na América do Norte. O álbum é o primeiro trabalho em estúdio de Babyface em mais de sete anos e o primeiro lançamento de Braxton desde seu álbum Pulse, de 2010. Pouco antes do lançamento, Braxton anunciou que este seria seu último álbum de estúdio por pretender dedicar-se somente à carreira cinematográfica. No entanto, meses mais tarde, a cantora voltou atrás e anunciou uma futura colaboração com Babyface devido ao sucesso comercial do álbum.

## Singles
"Hurt You" foi lançado como single em 17 de agosto de 2013. Uma versão da canção foi publicada no canal de Braxton através da VEVO em 19 de agosto. Em 7 de setembro, a canção estreou em 17º lugar na Billboard Adult R&B Songs. O videoclipe, por sua vez, foi lançado 11 de outubro através de um canal da VEVO criado exclusivamente para o projeto. Em 14 de dezembro, o single alcançou a 1ª colocação na tabela musical da Billboard, permanecendo nesta posição por quatro semanas.
A canção totalizou 41 semanas na Adult R&B Songs antes de deixar as 20 primeiras colocações. Este feito marcou o sétimo single de Braxton a liderar a tabela musical desde o lançamento de "Just Be a Man About It" em 2001. A canção também emplacou em 16º lugar na Hot R&B/Hip Hop Airplay.
"Where Did We Go Wrong?" foi o segundo single do álbum, lançado em 17 de dezembro. A canção foi disponibilizada para download digital logo após a estreia nas rádios. O lyric video foi publicado pela VEVO em 19 de dezembro de 2013.

## Recepção

### Recepção crítica
O álbum recebeu avaliações positivas por parte da crítica especializada. A rede ABC News notificou o álbum com 4 de 5 estrelas, descrevendo que "esta gravação parece estar presa a um lapso de tempo. Honestamente, Babyface e Braxton nos lembram o que o R&B de alta qualidade costumava oferecer aos ouvintes. Mesmo quando insistem no "divórcio", nunca soa como algo depressivo. São dois profissionais revivendo a magia do pop. Considerando que este é o primeiro álbum de Babyface em 7 anos e de Braxton em 4 anos, é um tiro certeiro. Esta gravação foi uma jogada extremamente inteligente."
Escrevendo para o site Allmusic, deu ao álbum 3 de 5 estrelas, afirmando que "em Love, Marriage & Divorce, Toni Braxton e Babyface, parceiros artísticos regressando ao início dos anos 90, revivem seu relacionamento musical. Ambos vêm de casamentos falidos e provavelmente estas experiências formam o material aqui - uma sucinta coleção de 11 canções, das quais 8 são duetos."
Robert Christgau, escrevendo para o Cuepoint, classificou o álbum com "A-", afirmando que "seguindo um álbum de sucesso, dois álbuns em segundo lugar, uma turnê em Vegas, dois musicais da Disney na Broadway, uma temporada de Dancing With the Stars, duas falências e um divórcio, Braxton continua sendo uma perfeita diva do soul."

### Prêmios e indicações
O álbum foi indicado ao World Music Awards na categoria "Melhor Álbum do Mundo". Também venceu o Prêmio Grammy de Melhor Álbum de R&B no 57º Prêmios Grammy.

## Performance comercial
O álbum estreou em 4º lugar na Billboard 200, vendendo 67 mil cópias na primeira semana e tornando-se o sexto álbum de Braxton a emplacar entre os seis mais vendidos nos Estados Unidos. O álbum também emplacou na Billboard R&B/Hip-Hop Albums, alcançando a 75ª posição na UK Albums Chart e 7ª posição na UK R&B Chart (do Reino Unido).

## Faixas
| N.º            | Título                     | Compositor(es)                                              | Duração |  |
| 1.             | "Roller Coaster"           | Kenneth Edmonds Daryl Simmons Antonio Dixon                 | 4:23    |  |
| 2.             | "Sweat"                    | K. Edmonds D. Simmons A. Dixon                              | 4:27    |  |
| 3.             | "Hurt You"                 | T. Braxton K. Edmonds D. Simmons A. Dixon                   | 4:10    |  |
| 4.             | "Where Did We Go Wrong"    | K. Edmonds T. Braxton                                       | 3:37    |  |
| 5.             | ""I Hope That You're Okay" | K. Edmonds D. Simmon                                        | 3:54    |  |
| 6.             | "I Wish"                   | T. Braxton                                                  | 3:03    |  |
| 7.             | "Take It Back"             | T. Braxton K. Edmonds D. Simmons A. Dixon                   | 4:05    |  |
| 8.             | "Reunited"                 | T. Braxton K. Edmonds D. Simmons A. Dixon                   | 3:18    |  |
| 9.             | "I'd Rather Be Broke"      | Braxton Dixon K. Riddick-Tynes L. Thomas Edmonds K. Glasper | 3:38    |  |
| 10.            | "Heart Attack"             | T. Braxton K. Edmonds D. Simmons                            | 3:52    |  |
| 11.            | "The D Word"               | T. Braxton K. Edmonds                                       | 5:12    |  |
| Duração total: | Duração total:             | Duração total:                                              | 43:39   |  |

## Créditos
- Babyface - teclado, violão, baixo e vocais principais
- Toni Braxton - vocais principais
- Daryl Simmons - vocais adicionais, percussão
- Antonio Dixon - teclado, percussão
- The Rascals - teclado, percussão
- Demonte Posey - teclado, percussão
- Davy Nathan - piano
- Paul Boutin - engenharia de som
- Rex Rideout - A&R
- Leesa D. Brunson - Coordenação de A&R
- Keith Tucker - Direção de A&R
- Herb Powers, Jr. - masterização
- Marc Baptiste - fotografia
- Steve DeFino - direção de arte
- Kristen Yiengst - direção de arte

## Desempenho nas tabelas musicais
| Tabela musical (2014)                   | Melhor posição |
| --------------------------------------- | -------------- |
| África do Sul - RISA                    | 1              |
| Bélgica - Ultratop 50 (Flandres)        | 2              |
| Bélgica - Ultratop 50 (Valónia)         | 4              |
| Estados Unidos - Billboard 200          | 4              |
| Estados Unidos - Top R&B/Hip-Hop Albums | 1              |
| Japão - Oricon                          | 73             |
| Países Baixos - MegaCharts              | 5              |
| Reino Unido - Official Charts Company   | 75             |
| Reino Unido - UK Albums Chart           | 7              |

| País           | Provedor | Certificação |
| -------------- | -------- | ------------ |
| África do Sul  | RISA     | 2× Platina   |
| Estados Unidos | RIAA     | Platina      |